# Sean Panikkar
Sean Panikkar, né le 17 septembre 1981 à Bloomsburg en Pennsylvanie, est un chanteur d'opéra, ténor, américain. 

## Carrière

### Débuts
Sean Panikkar a grandi à Bloomsburg, en Pennsylvanie. Il est le deuxième fils d'immigrants sri-lankais : son père est d'origine cinghalaise et indienne et sa mère est tamoule.
Il a commencé à étudier le chant au lycée avec la soprano Li Ping Liu, issue de la Juilliard School. À l'Université du Michigan, il a suivi une double spécialisation en génie civil et en interprétation vocale pendant trois ans avant de se consacrer entièrement à la musique. À l'École de musique, de théâtre et de danse, il étudie avec Daniel Washington et Luretta Bybee et obtient sa licence et sa maîtrise en interprétation vocale. Il a participé au programme de formation Merola de l'Opéra de San Francisco en 2004 et obtient une bourse pour 2005 et 2006.
Il est ensuite membre du Forte (groupe vocal) (en) trio créé dans le cadre de l'émission America's Got Talent et qui se produit devant des dizaines de millions de téléspectateurs sur la chaîne NBC. Leur travail a donné lieu à deux enregistrements, Forte (Columbia Records, 2013) et The Future Classics (2015).
Sean Panikkar fait ses débuts à la scène au Metropolitan Opera dans Manon Lescaut en 2008 en chantant le petit rôle de l'étudiant Edmondo aux côtés de de la Manon de Karita Mattila et du Des Grieux de Marcello Giordani sous la direction de James Levine. L'une des représentations est retransmise en direct au cinéma
Toujours en 2008, dans les petits rôles des grandes productions du Metropolitan Opera, il chante Arturo dans Lucia di Lammermoor, incarnée alors par Diana Damrau aux côtés de Piotr Beczala. En 2010, il est Brighella dans Ariadne aux Naxos en 2010 sous la direction de Kiril Petrenko, quand Nina Stemme chante la primadonna et Ariadne puis en 2011 Tybalt dans Roméo et Juliette sous la direction de Placido Domingo, (rôle qu'il reprend en 2017), en 2014, Molgi dans l'opéra contemporain de John Adams, The Death of Klinghoffer, dont c'est alors la création américaine. Il est encore Rodolphe dans Guillaume Tell en 2016, aux côtés de Gérard Finley, Marina Rebeka et Bryan Hymel, dans une mise en scène de Pierre Audi.
L'un de ses premiers rôles européens, est celui de Gomatz dans le Zaide inachevé de Mozart, mis en scène en 2008 par Peter Sellars.
Il se produit également dans toute une série de rôles secondaires au San Francisco Opera, parmi lesquels Chaplitsky dans la Dame de Pique en 2005, Flavio dans Norma, le premier prisonnier dans Fidelio, Raymond dans La Pucelle d'Orléans en 2006, le marin et le berger dans Tristan und Isolde en 2007, ainsi qu'Edmondo dans Manon Lescaut. C'est aussi durant la saison 2006-2007 du San Francisco Opera, qu'il chante son premier rôle principal, Tamino dans La Flûte enchantée pour enfants, une adaptation en anglais de l'opéra de Mozart. Il reprend le rôle de Tamino, cette fois dans une version originale, à l'Opéra de Saint-Louis en 2014, où il chante aussi Lensky dans Eugène Onéguine et le Comte Almaviva dans Les Fantômes de Versailles (en), l'opéra atonal de John Corigliano.
Son répertoire demeure très varié durant ces années d'apprentissage où il est amené à chanter des rôles très divers parmi lesquels celui du Leader dans  Lost in the Stars de Kurt Weill au Glimmerglass Festival et au Washington Opera en 2016. Il est remarqué en ces termes : « The Leader – telle une sorte de chœur grec – était interprété avec force par Sean Panikkar »

### Succès
Peu à peu Sean Panikkar aborde des rôles plus longs et plus complexes : en 2018 au Festival de Salzbourg, il est Dionysus dans le rare The Bassarids, dans une mise en scène de Krzysztof Warlikowski, sous la direction de Kent Nagano à la tête du Wiener Philharmoniker. La critique de Forum Opera souligne à son propos :« C’est Sean Panikkar (Dyonisus) qui domine la distribution masculine : ce ténor américain d’origine sri-lankaise possède une voix jeune, chaude, puissante et pleine de couleurs, le timbre est très séduisant et le personnage assez charismatique pour être parfaitement crédible dans le rôle. Il fait ici ses débuts à Salzbourg, d’une manière absolument fracassante ». Il reprend le rôle en 2019, cette fois au Komische Oper de Berlin, dans une mise en scène de Barrie Kosky.
L'année suivante en 2019, c'est au festival d'Aix-en-Provence, qu'il incarne Jack O’Brien dans Grandeur et décadence de la ville de Mahagonny ,
En 2021, reprenant le rôle du Mahatma Gandhi dans l'opéra de Philip Glass, Satyagraha, à l'English National Opera, rôle qu'il avait déjà incarné en 2018 à Los Angeles, il est à nouveau salué par la critique qui note : « Mais la soirée est un véritable succès grâce à Sean Panikkar qui par sa performance éclipse tout simplement ses prédécesseurs dans le rôle ».
Il poursuit son ascension dans des rôles difficiles d'œuvres contemporaines dans lesquelles il est toujours remarqué. Ainsi en 2022, il se distingue en Emigrante, dans l'action scénique de Luigi Nono, Intolleranza 1960, au Komische Oper de Berlin. La critique qualifie ainsi sa prestation « Sean Panikkar a une voix de rêve, aisée et souple, impalpable dans l'aigu, parfaitement à l'aise avec l'écriture d'un compositeur qui était nourri de l'histoire musicale de l'Italie, bel canto compris ».
Il retourne ensuite au Metropolitan Opera pour  The Hours (opéra) (en) de Kevin Puts. Lors de la création de l'opéra, tiré du film The Hours, en novembre 2022 au Metropolitan Opera sous la direction de Yannick Nezet-Séguin, il chante le rôle de Leonard, le mari de Virginia Woolf,.
Il est Laerte dans le Hamlet de Brett Dean pour l'ouverture du Festival d'été de Munich en 2023 sous la direction de Vladimir Jurowski.
En septembre 2023, il est Loge dans Das Rheingold au Royal Ballet et Opera de Londres, dans la mise en scène de Barrie Kosky et sous la direction de Antonio Pappano qui commence alors son propre Ring, dont l'achèvement est prévu en 2029, au-delà de son mandat de directeur musical. La critique le remarque en ces termes : « Son jeu scénique, de tout premier ordre, en fait un des triomphateurs de la soirée pour ses débuts au Royal Opera House. ». Il reprend le rôle un an plus tard en novembre 2024, pour les débuts d'un autre Ring, celui de l'Opéra de Munich, mis en scène par Tobias Kratzer et là encore, son incarnation est saluée : « La soirée est largement dominée par le Loge de Sean Panikkar, Dieu du feu qui n'hésite pas à jouer de la moindre flamme : son personnage agaçant de manipulateur trop sûr de lui est très au point, et sa voix acérée sait appuyer là où ça fait mal. ».
À Munich, fin 2023, il est aussi Alfred dans la nouvelle production de Die Fledermaus, mise en scène par Barrie Kosky, avec Diana Damrau, pour laquelle l'Opéra édite un DVD un an plus tard.
Sa prestation dans le rôle d'Alexei dans le rare Joueur au Festival de Salzbourg de 2024, dans la mise en scène de Peter Sellars et aux côtés d'Asmik Grigorian, est saluée à son tour : « ce chanteur dispose de moyens vocaux presque sans limite et fait preuve d’une solidité remarquable ».
En 2025, il commence la saison par Le Messie au Palladium à Carmel dans l'Indiana, la Neuvième symphonie de Beethoven à Portland dans l'Oregon et Innocence de Kaija Saariaho au Festival d'Adélaïde en Australie.
En mai 2025, il fait ses débuts dans le rôle-titre de Peter Grimes à l'Opéra de Lyon dans la mise en scène de Christof Loy.